# Ширин Татарский
Шири́н Тата́рский (до начала XX века Шири́н; укр. Шірін Татарський, крымскотат. Tatar Şirin, Татар Ширин) — исчезнувшее село в Джанкойском районе Республики Крым, располагавшееся на востоке района, в степной части Крыма, примерно в 1,3 км к юго-западу от современного села Славянское.

### Динамика численности населения
| - 1805 год — 141 чел. - 1864 год — 35 чел. - 1889 год — 55 чел. | - 1900 год — 58 чел. - 1915 год — 49/15 чел. - 1926 год — 113 чел. |

## История
Первое документальное упоминание села встречается в Камеральном Описании Крыма… 1784 года, судя по которому, в последний период Крымского ханства Ширин входил в Таманский кадылык Карасубазарского каймаканства. После присоединения Крыма к России (8) 19 апреля 1783 года, (8) 19 февраля 1784 года, именным указом Екатерины II сенату, на территории бывшего Крымского Ханства была образована Таврическая область и деревня была приписана к Перекопскому уезду. После Павловских реформ, с 1796 по 1802 год, входила в Перекопский уезд Новороссийской губернии. По новому административному делению, после создания 8 (20) октября 1802 года Таврической губернии, Ширин был включён в состав Таганашминской волости Перекопского уезда.
По Ведомости о всех селениях в Перекопском уезде состоящих с показанием в которой волости сколько числом дворов и душ… от 21 октября 1805 года в деревне Ширин числилось 20 дворов и 141 крымский татарин. На военно-топографической карте генерал-майора Мухина 1817 года обозначены рядом 2 деревни — Биюк и Кучук Ширин с 24 дворами в обеих. После реформы волостного деления 1829 года Ширин, согласно «Ведомости о казённых волостях Таврической губернии 1829 г» отнесли к Башкирицкой волости. На карте 1836 года в деревне Ширин (на месте Кучук-Ширина) 23 двора и на месте Биюк-Ширина обозначены развалины деревни, как и на карте 1842 года.
В 1860-х годах, после земской реформы Александра II, деревню включили в состав Владиславской волости. В «Списке населённых мест Таврической губернии по сведениям 1864 года», составленном по результатам VIII ревизии 1864 года, Ширин — владельческая татарская деревня, с 11 дворами и 35 жителями при колодцах. По обследованиям профессора А. Н. Козловского начала 1860-х годов, в селении вода в колодцах глубиной от 1,5—3 до 5 саженей (от 2 до 10 м) была частью солоноватая, а частью солёная. На трёхверстовой карте Шуберта 1865—1876 года в деревне Ширин отмечены 7 дворов, а, согласно «Памятной книжке Таврической губернии за 1867 год», деревня стояла покинутая, ввиду эмиграции крымских татар, особенно массовой после Крымской войны 1853—1856 годов, в Турцию. К 1886 году Владиславская волость была упразднена и в «Памятной книге Таврической губернии 1889 года» по результатам Х ревизии 1887 года записан Ширин Байгончекской волости с 8 дворами и 55 жителями — видимо, начался приток новых поселенцев.
После земской реформы 1890 года Ширин отнесли к Ак-Шеихской волости. По «…Памятной книжке Таврической губернии на 1900 год» в Ширине татарском числилось 58 жителей в 7 дворах. По Статистическому справочнику Таврической губернии. Ч.II-я. Статистический очерк, выпуск пятый Перекопский уезд, 1915 год, в деревне Ширин (татарский) Ак-Шеихской волости Перекопского уезда числилось 11 дворов (все дворы с землёй) с татарским населением в количестве 49 человек приписных жителей и 15 — «посторонних», из которых 33 мужчины и 31 женщина. Жители владели 175 десятинами удобной земли. В хозяйствах имелось 49 лошадей, 15 коров и 25 голов мелкого скота.
После установления в Крыму Советской власти, по постановлению Крымревкома от 8 января 1921 года № 206 «Об изменении административных границ» была упразднена волостная система и в составе Джанкойского уезда был создан Джанкойский район. В 1922 году уезды преобразовали в округа. 11 октября 1923 года, согласно постановлению ВЦИК, в административное деление Крымской АССР были внесены изменения, в результате которых округа были ликвидированы, основной административной единицей стал Джанкойский район и село включили в его состав. Согласно Списку населённых пунктов Крымской АССР по Всесоюзной переписи 17 декабря 1926 года, в селе Ширин (татарский), в составе упразднённого к 1940 году Антониновского сельсовета Джанкойского района, числилось 24 двора, все крестьянские, население составляло 113 человек, из них 103 татарина и 10 армян. После образования в 1935 году Колайского района (переименованного указом ВС РСФСР № 621/6 от 14 декабря 1944 года в Азовский) село включили в его состав. На последней довоенной карте — двухкилометровке РККА 1942 года на месте Ширина — безымянные строения, в дальнейшем в доступных источниках не встречается.